# Juan de Garay y Becerra
Juan de Garay y Becerra o bien Juan de Garay "el Legítimo" (Santa Cruz de la Sierra de los llanos de Chiquitos, Virreinato del Perú, ca. 1565 – Santa Fe la Vieja, gobernación del Río de la Plata, finales de octubre de 1638) era un hidalgo, militar, encomendero y funcionario hispano-criollo que fue elegido regidor del Cabildo de Santa Fe en 1613, luego fue elegido como alcalde ordinario de primer voto en 1614 y, al año siguiente, fue asignado en el cargo de teniente de gobernador de Santa Fe desde 1615 hasta 1618, durante el último período de la gobernación del Río de la Plata y del Paraguay hasta que esta se escindiera en sus dos territorios.

## Biografía hasta el cargo de alcalde de Santa Fe

### Origen familiar y primeros años
Juan de Garay y Becerra había nacido hacia 1565 en el primer emplazamiento de la ciudad de Santa Cruz de la Sierra, en la Chiquitania, de la provincia de Santa Cruz de la Sierra que a su vez formaba parte del Virreinato del Perú, en donde su padre había participado junto a Ñuflo de Chaves en la fundación de la primera ubicación de dicha urbe —que estaba situada a 14 leguas o bien 56 km oesudoeste de la actual San José de los Llanos de Chiquitos— el pasado 26 de febrero de 1561, de la que fue regidor de su cabildo y encomendero.
Era hijo del español Juan de Garay Ochandiano y Mendieta Zárate, gobernador del Río de la Plata y del Paraguay desde 1578 hasta 1583, fundador de la primera Santa Fe en 1573 y de la segunda Buenos Aires en 1580, y de su esposa hispano-extremeña Isabel de Becerra y Mendoza (Cáceres, ca. 1535 - Santa Fe la Vieja, ca. 1608), quienes se habían unido en matrimonio en la ciudad de Asunción hacia 1558, después de que Garay le hubiera confesado de la existencia de su hijo natural mestizo que estaba a su cargo llamado Juan de Garay «el Mozo» de unos tres años de edad, cuya madre fuera la hija de un cacique chiriguano, y por lo que en respuesta recibiera de ella misma que "desearía criarlo a la usanza castellana".
Por el antedicho enlace de sus padres, Juan de Garay «el Legítimo» tuvo el citado medio hermano paterno homónimo y cinco hermanos enteros documentados, las dos mayores eran María de Garay —casada con el general y alcalde cordobés Gonzalo Martel de Cabrera— y Jerónima de Contreras Garay que se enlazó con el gobernador Hernandarias, y los menores: Tomás, Ana y Cristóbal de Garay. Además tenía por primo segundo al adelantado Juan Alonso de Vera y Zárate y por ende su madre, la mestiza hispano-inca Juana Ortiz de Zárate y Yupanqui era una tía segunda.
Era nieto paterno de los hidalgos hispano-vizcaínos, aunque nunca se casaran, Clemente López de Ochandiano y Hunciano (n. Orduña, ca. 1491), un hijo de los hidalgos Diego López de Ochandiano y de María de Hunciano, y de Lucía de Mendieta y Zárate (n. Orduña, ca. 1512), pero finalmente Lucía se unió en matrimonio con Martín de Garay quien donó su apellido al hijastro Juan, aunque este ostentaría el blasón de Ochandiano de su verdadero progenitor: "grifo con bordura cargada con ocho aspas", siendo de esta manera Martín de Garay el abuelastro de Juan de Garay y Becerra. 
Sus abuelos maternos eran el capitán hispano-extremeño Francisco de Becerra (Cáceres, 1511 - costa Mbiaza, 1553) y su mujer Isabel de Contreras Mendoza (n. Medellín, ca. 1518), quienes habían arribado a la América del Sur en 1550 en el bergantín La Concepción del capitán Juan de Salazar Espinosa, fundador de la ciudad de Asunción del Paraguay en 1537, y dirigido por Mencia Calderón Ocampo "la Adelantada", la cual estaba acompañada por su hija María de Sanabria Calderón y el futuro yerno Fernando de Trejo y Carvajal, un hidalgo fundador del efímero poblado español de San Francisco de Mbiaza en 1553 —poco más de un siglo después resurgiría como una villa portuguesa— en la costa atlántica y en donde nacería el futuro obispo tucumano Hernando de Trejo y Sanabria, y posteriormente al casarse fue nombrado alguacil mayor del Río de la Plata.
Los bisabuelos maternos por la vía femenina eran el extremeño-español Álvaro de Contreras y Carvajal (n. Badajoz, ca. 1480), alcaide de la fortaleza de Mérida, y su cónyuge Juana Carrillo de Mendoza, quien era a su vez una hija de Álvaro de Mendoza y Luna, señor de La Torre de Esteban Hambrán desde 1502, y de su cónyuge Teresa Carrillo de Castilla.
Su tía materna era Elvira de Becerra y Contreras Mendoza que se casó con el capitán Ruy Díaz Melgarejo, teniente de gobernador del Guayrá de 1575 a 1585 y fundador de Ciudad Real del Guayrá en 1556, de Villa Rica del Espíritu Santo en 1570 y Santiago de Jerez del Itatín en 1580, y los tíos abuelos paternos eran el licenciado Pedro Ortiz de Zárate (Orduña, ca. 1500 - Lima, 1547), oidor de la Real Audiencia de Lima desde 1543 hasta su fallecimiento, y el adelantado Juan Ortiz de Zárate, entre otros. Además era sobrino nieto segundo del gobernador Fernando Ortiz de Zárate.

### Regreso a la ciudad de Asunción del Paraguay

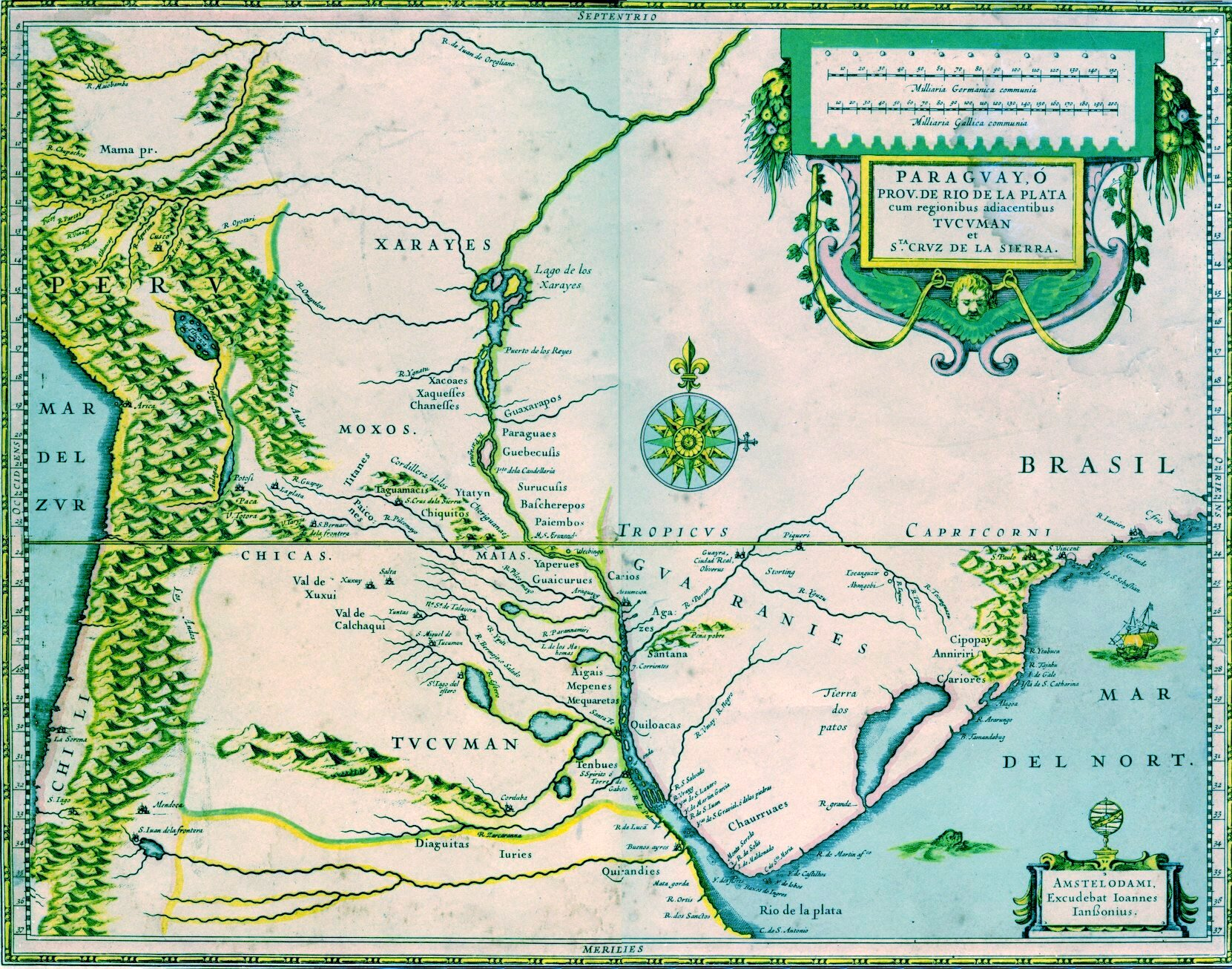
La gobernación del Río de la Plata y del Paraguay, con sus tenencias de gobierno de Asunción y de Santa Fe, además de la gobernación del Tucumán, dos entidades autónomas dentro del Virreinato del Perú, con la provincia de Santa Cruz de la Sierra, entre otras, que era una dependencia directa (en un mapa de 1600).

Pocos años después de su nacimiento en Santa Cruz de la Sierra, al igual que su hermana mayor Jerónima de Contreras Garay, partieron ambos hermanos cruceños con sus padres a mediados del año 1568, junto a los asuncenos María de Garay y el medio hermano Juan de Garay el Mozo de unos 13 años de edad, desde los llanos de Chiquitos rumbo hacia la ciudad de Asunción del Paraguay, por lo que tuvieron que atravesar el belicoso territorio de los guaycurúes del Chaco Boreal.

### Cambio de residencia a la nueva ciudad de Santa Fe
Una vez que su padre fundara la ciudad de Santa Fe en su primer emplazamiento el 15 de noviembre de 1573 y designó a los cabildantes de la misma, lo nombraron de común acuerdo el 12 de marzo de 1574 como teniente de gobernador de Santa Fe, cargo que fue confirmado el 7 de junio del corriente por su primo el adelantado Juan Ortiz de Zárate, por lo cual Juan de Garay y Becerra con sus parientes debieron cambiar nuevamente de residencia.

### Diversos puestos de cabildante santafesino
En la nueva urbe erigida por su padre, Juan de Garay el Legítimo llegó a ser alférez real y encomendero santafesino hacia 1612 y luego fue elegido regidor del Cabildo de Santa Fe en el año 1613 y su alcalde ordinario de primer voto en 1614.

## Teniente de gobernador de Santa Fe y deceso

### Nombramiento como teniente de gobernador
Al año siguiente fue nombrado por su cuñado  —el nuevo gobernador rioplatense-paraguayo Hernando Arias de Saavedra que estaba casado con Jerónima de Garay— como teniente de gobernador de Santa Fe, cargo que ocupó desde el 16 de mayo de 1615 hasta el 17 de mayo de 1618.

### Nuevo nombramiento y fallecimiento
El 15 de noviembre de 1635 volvió a ser nombrado por el gobernador Pedro Esteban Dávila como teniente de gobernador de Santa Fe y recién se presentó dicho título en el Cabildo de Santa Fe el 13 de diciembre de 1636, pero por razones de salud debió renunciar al cargo, sucediéndolo su hijo Cristóbal de Garay y Saavedra el 7 de julio de 1637.
El general Juan de Garay y Becerra "el Legítimo" testó el 5 de octubre y finalmente fallecería en la primera ubicación de la ciudad de Santa Fe a finales de octubre de 1638.

## Matrimonio y descendencia
El hidalgo Juan de Garay y Becerra se había unido en matrimonio hacia 1594 con Juana de Saavedra y Sanabria (n. ca. 1575 - f. 1640), medio hermana materna del obispo tucumano Hernando de Trejo y Sanabria, hija del gobernador rioplatense-paraguayo interino Martín Suárez de Toledo y de su esposa María de Sanabria Calderón, nieta del nominal adelantado Juan de Sanabria y de Mencia Calderón, y por ende, sobrina del sucesor adelantado nominal Diego de Sanabria.
Fruto del enlace entre Juan de Garay Becerra y Juana de Saavedra Sanabria hubo por lo menos cinco hijos:
- Isabel de Garay Saavedra (n. ca. 1595 - f. 1638) que se casaría en 1611[27] con Hernando de Tejeda Mirabal y con quien concibió a Juan de Tejeda y Garay.[28]

- Cristóbal de Garay y Saavedra[1][29] (Santa Fe, ca. 1600 - f. 1675), maestre de campo general, que heredó de su padre las tierras de Nuestra Señora del Carmen de Nogoyá[7] —actual provincia de Entre Ríos— y fuera nombrado teniente de gobernador de Santa Fe desde 1637 hasta 1640,[29][30] gobernador del Paraguay desde 1655-1657 y del Tucumán en 1657.[31] Se matrimonió con Antonia de Cabrera y Zúñiga Villarroel, la cuarta hija de Pedro Luis de Cabrera y Martel (Villa Valverde, 1567 - Córdoba, 1636) y de Catalina de Villarroel Maldonado (f. Córdoba, 1619), y por ende nieta de Jerónimo Luis de Cabrera y de Diego de Villarroel.

- Mariana de Garay Saavedra[29][32][33] (n. ca. 1602), que se había unido en primeras nupcias con el capitán Mateo de Lencinas, se enlazaría por segunda vez en 1631 con Juan de Cabrera y de Zúñiga Villarroel,[32][29] nombrado alcalde de Córdoba en 1634 y señor de las encomiendas de Quilino y San Marcos desde 1638, además de uno de los hermanos menores de la ya citada Antonia de Cabrera.

- Bernabé de Garay y Saavedra[29][34] (Santa Fe,[29] ca. 1605 - ib.,[29] 1660), maestre de campo general,[29] quien fuera electo regidor[29] del Cabildo de Santa Fe y alcalde[29] de primer voto de la misma, además de ser nombrado teniente de gobernador de Santa Fe[29] en 1640, se supone que fallecería soltero[29] aunque de Juana Ramírez de Cabrera dejaría una hija presuntamente natural, que se llamaba Antonia de Garay y Cabrera[35][36][37] quien se unió en matrimonio con el teniente de gobernador correntino Baltasar Maciel y de la Cueva.[29]

- Juan de Garay Saavedra[38] (n. ca. 1607) era un fraile que fue custodio y procurador de la Orden Franciscana de Tucumán, Paraguay y Río de la Plata y como buen influyente ante la Corte había conseguido el envío al Tucumán de dieciocho franciscanos para ocuparse de la evangelización de los aborígenes y luego de la llegada de aquellos, en 1649 partiría a Europa para realizar reclamos administrativos.[39]